# Guilherme Finkler
Guilherme Ozelame Finkler, född den 24 september 1985, är en brasiliansk före detta fotbollsspelare. 

## Karriär
Guilherme Finkler var utlånad från Juventude till Wolverhampton Wanderers hösten 2006.